# Герой Кузбасса
Герой Кузбасса — высшая награда Кемеровской области — Кузбасса. Звание установлено Законом Кемеровской области от 18 июля 2006 года № 109 «О внесении изменений и дополнений в Закон Кемеровской области от 14.02.2005 № 32-ОЗ „О наградах Кемеровской области“»

## Положение о звании
Звание присваивается:
- за выдающиеся заслуги в области государственной, экономической, хозяйственной и научной деятельности, социального строительства, трудовые и иные достижения,
- за самоотверженность, мужество и отвагу, проявленные при исполнении воинского, гражданского или служебного долга в условиях, сопряжённых с риском для жизни.

Награды могут быть удостоены граждане Российской Федерации, иностранные граждане, лица без гражданства, проработавшие в Кемеровской области не менее 10 лет, достигшие исключительно выдающихся показателей и результатов в различных областях трудовой деятельности, проявившие мужество и отвагу, снискавшие уважение, известность и признание своих заслуг у жителей Кемеровской области. 
Лицам, удостоенным звания Героя Кузбасса, одновременно вручается знак особого отличия — медаль «Герой Кузбасса»

## Описание знака особого отличия
Медаль «Герой Кузбасса» представляет собой пятиконечную звезду из жёлтого золота с гладкими ограненными лучами с расстоянием между противолежащими вершинами лучей 40 мм и наложенной на неё пятиконечной звездой из белого золота с гладкими двугранными лучами с расстоянием между противолежащими вершинами лучей 28 мм. 
В центре медали помещен герб Кемеровской области, условно ограниченный квадратом со стороной 17 мм. 
Оборотная сторона медали ограничена по контуру выступающим тонким ободком. 
На оборотной стороне в центре медали расположена надпись выпуклыми буквами «Герой Кузбасса». Размер букв 3 х 1,5 мм. В верхнем луче – номер медали высотой 3 мм. 
Медаль при помощи ушка и кольца соединяется с металлической позолоченной колодкой, представляющей собой прямоугольную пластину, высотой 14 мм и шириной 24 мм с рамками в верхней и нижней частях. 
Вдоль основания колодки идут прорези, внутренняя её часть обтянута шелковой муаровой лентой шириной 21 мм. 
На ленте две продольные полоски синего и красного цвета. Ширина синей полоски 7 мм, ширина красной полоски 14 мм. 
На оборотной стороне колодки имеется приспособление для крепления к одежде. 
Медаль выполнена из золота 585-й пробы, средний вес медали 30 граммов.

## Порядок награждения
Ходатайство о присвоеннии звания направляется Губернатору Кузбасса.
Губернатор в течение одного месяца со дня получения ходатайства и наградного листа принимает решение о присвоении звания Героя Кузбасса либо направляет мотивированный отказ в награждении инициатору награждения, а также направляет представление о присвоении звания Героя Кузбасса, в Законодательное собрание Кемеровской области — Кузбасса. 
Решение о присвоении звания принимает Законодательное собрание Кемеровской области — Кузбасса.

## Порядок ношения медали
Медаль «Герой Кузбасса» носится на левой стороне груди и располагается ниже государственных наград Российской Федерации и СССР, иностранных государств, но выше наград Кемеровской области, носимых на левой стороне груди.